# Andselv
Andselv es un pueblo ubicado a lo largo del río del área urbana de Bardufoss en el municipio de Målselv en Troms, Noruega. Andselv está al norte del aeropuerto de Bardufoss por la ruta europea E6, a 2 km al norte de Heggelia y a 3,5 km al sur de Andslimoen.